# Maylandia sandaracinos
Espèce
Maylandia sandaracinos est une espèce de poissons d'eau douce de la famille des Cichlidae désormais considérée comme étant un synonyme de Maylandia pyrsonotos.